# Super Shy
"Super Shy" es una canción del grupo surcoreano NewJeans, lanzada como el primero de tres sencillos para el EP, Get Up. Publicada el 7 de julio de 2023, junto a la canción prólogo "New Jeans". Músicalmente es una mezcla de liquid drum and bass, bubblegum, y Jersey club, y presenta un patrón de bombo en staccato. Fue escrito por Gigi, Kim Dong-hyun, Erika de Casier, Kristine Bogan, Frankie Scoca, y Danielle, trata sobre una persona tímida que expresa sus sentimientos a su amor platónico.
Dirigido por Shin Hee-won, el video musical muestra a NewJeans realizando un flashmob en Lisboa, Portugal. La coreografía, creada por Black.Q y Eunju Kim, presenta a las integrantes realizando pasos de waacking y movimientos fáciles de seguir. Para promocionar el sencillo, el grupo apareció en varios programas musicales surcoreanos, obteniendo seis premios de primer lugar, incluyendo una triple corona en Inkigayo.

## Antecedentes y lanzamiento
Tras el lanzamiento de OMG (su primer álbum sencillol), en enero de 2023, Min Hee-jin reveló en una entrevista con Cine21 que NewJeans se encontraba preparando un nuevo álbum. En abril, Min Hee-jin declaró en una entrevista con Billboard que el grupo había finalizado las grabaciones. En junio, se anunció que NewJeans lanzaría su segundo EP, Get Up el cual incluiría 6 canciones. Entre estas se encuentran "Super Shy", "ETA", and "Cool With You", además del prólogo "New Jeans". En una entrevista con Rolling Stone, la integrante Hanni describió las canciones del EP como "refrescantes", y afirmó que el proyecto "definitivamente ofrece mucha más variedad, no solo en cuanto al género musical y estilo de baile, sino también en lo que estamos tratando de expresar y mostrar"
Super Shy fue compuesta por Erika de Casier, Kristine Bogan y Frankie Scoca, quien también se desempeñó como productor. Es una canción de liquid drum and bass y bubblegum Jersey club que presenta un patrón de batería con golpes entrecortados. La letra de la canción fue escrita por de Casier y Bogan junto con Gigi, Kim Dong-hyun y la integrante de NewJeans, Danielle. La canción narra la historia de una persona tímida que expresa sus sentimientos a su amor platónico.
Dos días antes del lanzamiento, ADOR publicó un avance en YouTube Shorts que incluía la versión instrumental de la canción, además del light stick oficial del grupo, el hashtag «#ImSuperShy» y la fecha de estreno. En un comunicado de prensa adjunto, describieron Super Shy como la canción perfecta para el verano. Fue lanzada para descarga digital y streaming el 7 de julio de 2023. NewJeans interpreta Super Shy junto a 20 bailarines de respaldo. La actuación se presentó por primera vez, junto con la canción New Jeans, en el programa surcoreano Music Bank el 14 de julio de 2023. También presentaron ambas canciones en Inkigayo el 16 de julio.

## Recepción
Fue recibida con elogios por parte de la crítica especializada. Kim Ho-hyeon, de IZM, destacó su sonido minimalista combinado con elementos dinámicos que evidencian una ejecución técnica sofisticada. Señaló que las voces se integran armoniosamente con la producción general, apoyando unas letras enigmáticas, aunque comentó que la ausencia de una melodía dominante podría dificultar que la canción conquiste al oyente de inmediato. Super Shy fue nombrada la mejor canción de K-pop de 2023 por Billboard y NME, y apareció dentro de los diez primeros lugares en múltiples listas de críticos. The Times of India opinó que «la canción [...] encapsula el espíritu innovador del K-pop en 2023, dejando una huella indeleble en el panorama musical».
| Publicación      | Lista                                              | Puesto | Ref.   |
| ---------------- | -------------------------------------------------- | ------ | ------ |
| Beats Per Minute | Las 50 mejores canciones del 2023                  | 27     | [ 20 ] |
| Billboard        | Las 100 mejores canciones del 2023                 | 38     | [ 21 ] |
| Billboard        | Las 25 mejores canciones de K-Pop del 2023         | 1      | [ 22 ] |
| British GQ       | Las mejores canciones del 2023                     | N/A    | [ 23 ] |
| Crack            | Las 25 mejores canciones del 2023                  | 17     | [ 24 ] |
| Consequence      | Las 200 mejores canciones del 2023                 | 60     | [ 25 ] |
| Dazed            | Las 50 mejores canciones de K-pop del 2023         | 47     | [ 26 ] |
| Exclaim!         | Las 25 mejores canciones del 2023                  | 21     | [ 27 ] |
| The Fader        | Las 100 mejores canciones del 2023                 | 1      | [ 28 ] |
| Grammy           | 15 temas de K-pop que conquistaron 2023            | N/A    | [ 29 ] |
| The Guardian     | Las 20 mejores canciones del 2023                  | 3      | [ 30 ] |
| i-D              | Las 100 mejores canciones del 2023                 | 2      | [ 31 ] |
| NME              | Las 25 mejores canciones de K-Pop del 2023         | 1      | [ 32 ] |
| NME              | Las 50 mejores canciones del 2023                  | 2      | [ 33 ] |
| NPR              | Las mejores canciones del 2023                     | N/A    | [ 34 ] |
| Pitchfork        | Las 100 mejores canciones del 2023                 | 7      | [ 35 ] |
| Pitchfork        | Las 100 mejores canciones de los 2020s hasta ahora | 13     | [ 36 ] |
| The Quietus      | Las 75 mejores canciones del 2023                  | 36     | [ 37 ] |
| Rolling Stone    | Las 100 mejores canciones del 2023                 | 6      | [ 38 ] |
| Vulture          | Las 10 mejores canciones del 2023                  | 10     | [ 39 ] |

### Desempeño comercial
Super Shy debutó en el puesto 27 del Circle Digital Chart de Corea del Sur en la semana del 2 al 8 de julio de 2023. La canción también debutó en el número uno del Top Streaming Chart de Singapur, en el Malaysia International Chart, y en los Hits of the World de Billboard para Hong Kong y Taiwán. Además, se convirtió en la canción de mejor desempeño de NewJeans en el Reino Unido, debutando en el puesto 59 del UK Singles Chart en la semana del 14 al 20 de julio de 2023. En Estados Unidos, debutó en el puesto 66 del Billboard Hot 100 en la lista del 22 de julio de 2023, con 9.2 millones de reproducciones oficiales y 2,000 descargas vendidas, convirtiéndose en su canción mejor posicionada en el país. Una semana después, la canción alcanzó el puesto 64. La canción también debutó en el puesto número dos tanto del Billboard Global 200 como del Billboard Global Excl. US, en la lista del 22 de julio de 2023, con 63 millones de reproducciones y 6,000 descargas vendidas a nivel mundial. Esto marcó la mayor cantidad de reproducciones en una semana para una canción de NewJeans, superando el pico anterior de 46.5 millones de Ditto, y convirtió a Super Shy en su canción de mejor desempeño en el Billboard Global 200.

## Videoclip
Fue dirigido por Shin Hee-won, quien anteriormente había dirigido los videos musicales de las canciones de NewJeans Attention y Hurt. El video, con estilo musical, comienza con Danielle montando una bicicleta roja por las calles de Lisboa, Portugal, para encontrarse con las demás integrantes en un parque. Más adelante, notan que un grupo de personas está bailando Attention como parte de un ejercicio, y pronto se unen a ellos para interpretar Super Shy, lo que da lugar a flash mobs en plazas, parques, calles y mercados, entre otros lugares.Creada por Black.Q y Eunju Kim, la coreografía se basó en el waacking e incluye intencionadamente movimientos simples. En el video, NewJeans aparece con un estilo juvenil, luciendo peinados como cabello rubio decolorado y flequillos, además de llevar uniformes de porristas y faldas de tenis.

## Premios
Super Shy obtuvo seis premios de primer lugar en programas musicales, incluyendo una triple corona (o tres victorias) en Inkigayo.
| Ceremonia de premiación  | Año  | Categoría                | Resultado | Ref.   |
| ------------------------ | ---- | ------------------------ | --------- | ------ |
| Asian Pop Music Awards   | 2023 | Canción del Año          | Nominado  | [ 49 ] |
| Asian Pop Music Awards   | 2023 | Top 20 Canciones del Año | Ganador   | [ 49 ] |
| iHeartRadio Music Awards | 2024 | Canción K-pop del Año    | Nominado  | [ 50 ] |

| Programa         | Fecha                | Ref.   |
| ---------------- | -------------------- | ------ |
| M Countdown      | 13 de julio de 2023  | [ 51 ] |
| Show! Music Core | 22 de julio de 2023  | [ 52 ] |
| Inkigayo         | 23 de julio de 2023  | [ 53 ] |
| Inkigayo         | 20 de agosto de 2023 | [ 54 ] |
| Inkigayo         | 27 de agosto de 2023 | [ 55 ] |
| Show Champion    | 16 de agosto de 2023 | [ 56 ] |

## Créditos
- Frankie Scoca – composición, instrumental
- Erika de Casier – composición, letra
- Kristine Bogan – composición, letra
- Gigi – letra
- Donghyun Kim – letra
- Danielle – letra
- Heejin Min – dirección vocal
- Jungwoo Jang – dirección vocal
- NewJeans – coros
- Emily Kim – coros
- Pyungwook Lee – ingeniería
- Bakyeong Wang – ingeniería
- Yeji Cha – edición vocal
- Nathan Boddy – mezcla
- Dale Becker – masterización

## Listas
| Lista (2023–2024)                              | Mejor posición |
| ---------------------------------------------- | -------------- |
| Australia (ARIA)                               | 14             |
| Canadá (Canadian Hot 100)                      | 26             |
| Global 200 (Billboard)                         | 2              |
| Hong Kong (Billboard)                          | 1              |
| Indonesia (Billboard)                          | 3              |
| Irlanda (IRMA)                                 | 77             |
| Japón (Japan Hot 100)                          | 10             |
| Japón – Singles combinados (Oricon)            | 5              |
| Lituania (AGATA)                               | 98             |
| Malasia (Billboard)                            | 1              |
| Malasia – Internacional (RIM)                  | 1              |
| Países Bajos (Global 40)                       | 16             |
| Países Bajos – Single Tip                      | 24             |
| Nueva Zelanda (RMNZ)                           | 16             |
| Filipinas (Billboard)                          | 5              |
| Portugal (AFP)                                 | 127            |
| Singapur (RIAS)                                | 1              |
| Corea del Sur (Circle)                         | 1              |
| Taiwán (Billboard)                             | 1              |
| Reino Unido (UK Singles Chart)                 | 52             |
| Reino Unido (UK Indie Chart)                   | 14             |
| EE. UU. – Billboard Hot 100                    | 48             |
| EE. UU. – World Digital Song Sales (Billboard) | 2              |
| EE. UU. – Pop Songs (Billboard)                | 37             |
| Vietnam (Vietnam Hot 100)                      | 2              |

| Lista (2023)           | Mejor posición |
| ---------------------- | -------------- |
| Corea del Sur (Circle) | 1              |

| Lista (2023)                              | Posición |
| ----------------------------------------- | -------- |
| Global 200 (Billboard)                    | 117      |
| Japón – Streaming Songs (Billboard Japan) | 100      |
| Corea del Sur (Circle)                    | 12       |

| Lista (2024)           | Posición |
| ---------------------- | -------- |
| Corea del Sur (Circle) | 37       |

## Certificaciones
| País          | Certificación | Tipo                      | Año  | Fuente           |
| ------------- | ------------- | ------------------------- | ---- | ---------------- |
| Nueva Zelanda | Oro           | Sencillo                  | 2023 | radioscope.co.nz |
| Streaming     |               |                           |      |                  |
| Japón         | Platino       | Sencillo (solo streaming) | 2024 | RIAJ             |
| Corea del Sur | Platino       | Sencillo (solo streaming) | 2024 | Circle Chart     |